# 1993年太平洋颱風季
| 太平洋颱風季             |
| 主題頁 - 專題 - 編輯指南 |

1993年太平洋颱風季泛指在1993年全年內的任何時間，於赤道以北及國際換日線以西的太平洋水域所產生的熱帶氣旋。雖然有關方面並沒有設下本颱風季的指定期限，但大部份於西北太平洋的熱帶氣旋通常都會於六月至十二月期間形成。
本條目的範圍僅侷限於赤道以北及國際換日線以西的太平洋水域。於赤道以北及國際換日線以東的太平洋水域產生的風暴則被稱為颶風。在西太平洋產生的熱帶風暴是由東京颱風中心命名，而在該地區的熱帶低氣壓的編號都以 W 字母作結。而凡進入或產生於菲律賓風暴責任範圍以內的熱帶低氣壓，菲律賓大氣地理天文部門 (PAGASA) 都會為它們訂立一個菲律賓名稱，作當地警報用途；因此同一個風暴有時候會有兩個不同的名稱。
以下各熱帶氣旋資訊以熱帶氣存在期間的最強形態為準。

## 已被國際命名的熱帶氣旋
這年西北太平洋有37個熱帶氣旋形成，其中29個轉變為熱帶風暴，20個達到颱風強度，是1990年代擁有最多颱風的年份之一。

### 颱風高蓮 (Koryn)
PAGASA: Goring
一股低氣壓於6月15日在加羅林群島附近形成，並先朝北，然後朝西移動，至6月19日成為熱帶風暴，並被命名為「高蓮」。6月23日，從衛星圖片中得悉高蓮的眼壁直徑達10英里，風速120km/h，高蓮因此被各地氣象部門升級為颱風，至翌日增強為一超級颱風，風速高達240km/h，最低氣壓為905毫巴，增強耗時僅23小時。6月26日，高蓮吹襲菲律賓及進入南中國海，成為2級颱風，並繼續朝西北偏西移動，時速30公里，其後在廣東西部登陸，並減弱為熱帶風暴，至6月29日完全消散。

### 強烈熱帶風暴路易斯 (Lewis)
PAGASA: Huling
 英屬香港
當地懸掛最高風球信號： 一號戒備信號
天文台於7月10日凌晨12時05分懸掛一號戒備信號，當時路易斯集結於香港之東南約610公里。早上天晴，有幾陣驟雨。初時吹和緩偏東風，黃昏受大驟雨及狂風雷暴影響，離岸吹強風，風勢疾勁。
路 易斯於7月10日中午左右最接近香港，當時位於香港之西南偏南約510公里。天文台總部於當日下午5時左右錄得最低瞬時海平面氣壓1005.8百帕斯卡。 路易斯於黃昏開始移離香港。一號信號於晚上10時正除下，當時陸易斯集結於香港之西南約610公里。但驟雨及雷暴繼續影響香港直至7月13日。

### 熱帶低氣壓瑪麗安 (Marian)
PAGASA: Ibiang

### 熱帶風暴奧菲麗亞 (Ofelia)
PAGASA: Luming

### 強烈熱帶風暴珀西 (Percy)
PAGASA: Miling

### 颱風羅萍 (Robyn)
PAGASA: Openg

### 強烈熱帶風暴史提夫 (Steve)
PAGASA: Pining

### 颱風泰莎 (Tasha)
PAGASA: Rubing

### 熱帶風暴雲璐娜 (Winona)
PAGASA: Saling
 英屬香港
當地懸掛最高風球信號： 一號戒備信號
天文台於8月25日晚上10時30分懸掛一號戒備信號，當時雲璐娜集結於香港之東南偏南約570公里。當雲璐娜開始向西移動趨向越南時，一號信號於翌日下午3時45分除下。
雲璐娜於8月27日下午2時左右最接近香港，當時位於香港以南約510公里。天文台總部於三小時後錄得最低瞬時海平面氣壓1004.2百帕斯卡。雲璐娜吹襲期間，香港風勢輕微至和緩。除部份地區有煙霞外，天氣良好，並無雨量紀錄。

### 颱風楊希 (Yancy)
PAGASA: Tasing

### 強烈熱帶風暴蘇拉 (Zola)
PAGASA: Unsing

### 颱風艾貝 (Abe)
PAGASA: Walding
 英屬香港
當地懸掛最高風球信號： 一號戒備信號
天文台於9月12日早上9時50分懸掛一號戒備信號， 當時艾貝集結於香港之東南偏南約660公里。當日大致天晴，有幾陣驟雨。翌日受艾貝的外圍雨帶影響，香港開始有狂風驟雨。天文台總部於9月13日下午4時 左右錄得最低瞬時海平面氣壓1005.4百帕斯卡。在艾貝於香港之東北偏東約250公里登陸後兩小時，一號戒備信號於9月14日早上7時50分除下。隨着 艾貝移入內陸，艾貝於當日下午5時左右最接近香港，當時位於香港之東北偏北約150公里。艾貝消散後，天氣好轉，隨後兩三日部份時間有陽光。

### 強烈熱帶風暴貝姬 (Becky)
PAGASA: Yeyeng
1993年9月14日，一熱帶擾動於加羅林群島形成，並在翌日就增強成為一個熱帶低氣壓，命名為「貝姬」。並採取一個西北偏西的方向，以每小時時速20公里移動，初時貝姬的強度一直處於熱帶低氣壓的狀態，即相當於中心風力僅達強風程度。但貝姬進入呂宋海峽的水域後，增強為熱帶風暴，而且移動速度亦明顯加快，以時速每小時30公里向西北偏西方向移動，進入南海北部。9月17日，貝姬在東沙群島西南部水域約50公里處增強成強烈熱帶風暴，並且再度加速，以時速每小時34公里向珠江口西部沿岸移動，並在同日於廣東省台山市登陸，很快貝姬在湛江市東北約200公里處減弱為熱帶風暴。9月18日在廣西壯族自治區柳州市南面一帶減弱為熱帶低氣壓，數小時又在越南河江省北部一帶消散。
貝姬在珠江口南面水域一帶時，美國聯合颱風警報中心曾把貝姬升格為颱風，但由於日本氣象廳、澳門地球物理暨氣象局和香港皇家天文台都低估了貝姬的風力，未有為貝姬升格，香港皇家天文台在掠過珠江口南部時未有懸掛九號烈風或暴風風力增強信號和十號颶風信號。但是長洲實測風力最高每小時平均風速有115 km/h、陣風198km/h，而香港十號颶風信號標準是任何一個海平面測風站錄得颶風就達標，長洲正是香港的主要海平面參考測風站。而根據澳門地球物理暨氣象局的熱帶氣旋警告定義，只要該熱帶氣旋的中心風力達至暴風程度，並為澳門大部份地區出現暴風，就可懸掛與香港九號烈風或暴風風力增強信號同級之九號風球。但是在9月17日上午9時，貝姬在澳門西南偏南約45公里處掠過，只懸掛了九號風球，而沒有懸掛十號風球。但是實測風力最高每小時平均風速有124 km/h、陣風166km/h，達颶風程度和十號風球標準。但是在香港和澳門境內同樣實測到颶風，反映當時港澳兩地氣象部門對臨岸急速增強和突然急速加快移動的熱帶氣旋預報能力和準確度不佳，以及對突發情況的應變能力低。

### 颱風黛蒂 (Dot)
PAGASA: Anding

### 颱風義德 (Ed)
PAGASA: Binang

### 颱風芺露 (Flo)
PAGASA: Kadiang

### 熱帶風暴振納 (Gene)
PAGASA: Dinang

### 颱風艾拉 (Ira)
PAGASA: Husing
 英屬香港
當地懸掛最高風球信號： 三號強風信號
天文台於11月2日下午3時50分懸掛一號戒備信號，當時艾拉集結於香港之東南約700公里。當日下午大致多雲，吹和緩至清勁偏北風。翌日清晨偏東風增強，天文台於清晨4時10分改掛三號強風信號。整日持續多雲有雨。艾拉於下午5時左右最接近香港，當時位於香港之西南約250公里。天文台總部於一小時前錄得最低瞬時海平面氣壓1008.7百帕斯卡。隨着艾拉於陽江附近登陸，所以信號於11月5日凌晨12時35分除下。
與艾拉殘餘相關的大驟雨及雷暴於11月5日清晨影響香港，西部地區的雨勢特別大。

### 颱風卡魯 (Kyle)
PAGASA: Luring

### 颱風露娜 (Lola)
PAGASA: Monang

### 颱風曼尼 (Manny)
PAGASA: Naning

### 強烈熱帶風暴妮爾 (Nell)
PAGASA: Puring

## 未被國際命名的熱帶氣旋
在1993年，雖然有大多數的熱帶氣旋已被命名，仍然還有少數沒被命名的熱帶低氣壓。以下列出那些熱帶氣旋的資料。

### 熱帶低氣壓 01W
PAGASA: Atring

### 熱帶低氣壓 03W
PAGASA: Bining

### 熱帶低氣壓 04W
PAGASA: Kuring

### 熱帶低氣壓
PAGASA: Daling

### 熱帶低氣壓 07W
PAGASA: Elang

### 熱帶低氣壓
PAGASA: Narsing

### 熱帶低氣壓 28W
PAGASA: Epang

### 熱帶低氣壓
PAGASA: Gundang

### 熱帶低氣壓 32W
PAGASA: Indang

### 熱帶低氣壓
PAGASA: Oning

## 熱帶氣旋名單
西北太平洋的颱風是由聯合颱風警報中心命名直至1999年太平洋颱風季完結。1993年第一個被命名的熱帶氣旋是伊爾瑪，而最後一個被命名的是妮歐。
| - Angela - Brian - Colleen - Dan - Elsie - Forrest - Gay - Hunt - Irma 9301 - Jack 9302 - Koryn 9303 - Lewis 9304 - Marian 9305 - Nathan 9306 - Ofelia 9307 - Percy 9308 - Robyn 9309 - Steve 9310 - Tasha 9311 - Vernon 9313 - Winona 9314 - Yancy 9315 - Zola 9316 | - Abe 9317 - Becky 9318 - Cecil 9319 - Dot 9320 - Ed 9321 - Flo 9322 - Gene 9323 - Hattie 9324 - Ira 9325 - Jeana 9326 - Kyle 9327 - Lola 9328 - Manny 9329 - Nell 9330 - Owen - Page - Russ - Sharon - Tim - Vanessa - Walt - Yunya - Zeke | - Amy - Brendan - Caitlin - Doug - Ellie - Fred - Gladys - Harry - Ivy - Joel - Kinna - Luke - Melissa - Nat - Orchid - Pat - Ruth - Seth - Teresa - Verne - Wilda - Yuri - Zelda | - Axel - Bobbi - Chuck - Deanna - Eli - Faye - Gary - Helen - Irving - Janis - Kent - Lois - Mark - Nina - Oscar - Polly - Ryan - Sibyl - Ted - Val - Ward - Yvette - Zack |

颶風凱歐尼韋(Hurricane Keoni)在8月29日橫過中太平洋，為颱風凱歐尼韋(Typhoon Keoni)，保持原來的名稱和“C”後綴。

### 菲律賓熱帶氣旋命名法
菲律賓大氣地理天文部門 (PAGASA) 使用自己一套命名法，作於該國風暴責任範圍內的熱帶氣旋命名之用。名單每四年循環再用，本年未用名稱以灰色字表示，黑體字表示今年已經使用過。
| - Atring - Bining - Kuring - Daling - Elang | - Goring - Huling - Ibiang - Luming - Miling | - Narsing - Openg - Pining - Rubing - Saling | - Tasing - Unsing - Walding - Yeyeng - Anding | - Binang - Kadiang 9322 - Dinang - Epang - Gundang |

由於1993年實在有太多熱帶氣旋，菲律賓大氣地理天文部門用完了所有的名字。這次是自從1971年以來，第一次須要額外的名字。
| - Husing - Indang - Luring - Monang 9328 - Naning 9329 - Oning - Puring |

## 內部連結
- 1993年太平洋颶風季
- 1993年大西洋颶風季

## 外部連結
- Typhoon2000 Philippine typhoon website（页面存档备份，存于）。
- Philippine Area of Responsibility（页面存档备份，存于）。
- Joint Typhoon Warning Center。
- Meaning of Tokyo Typhoon Centre names。